# 新梅田シティ
新梅田シティ（しんうめだシティ）は、大阪府大阪市北区大淀中一丁目にある、梅田スカイビル、ウェスティンホテル大阪を中心とする複合施設。
JR西日本大阪駅および梅田信号場（旧：JR貨物梅田駅跡地）の北西に位置する。現在は梅田貨物駅跡地（うめきた）および梅田貨物線（東海道本線支線）により大阪駅や梅田の街と分断されているが、うめきた2期再開発（グラングリーン大阪）の開業により、梅田の中心的なエリアと一体化する予定である。
旧ダイハツディーゼル本社・大阪工場跡地、旧東芝関西支社跡地とその周辺地域の再開発の一環として1990年2月に着工し、1993年5月に完成した。

## ギャラリー

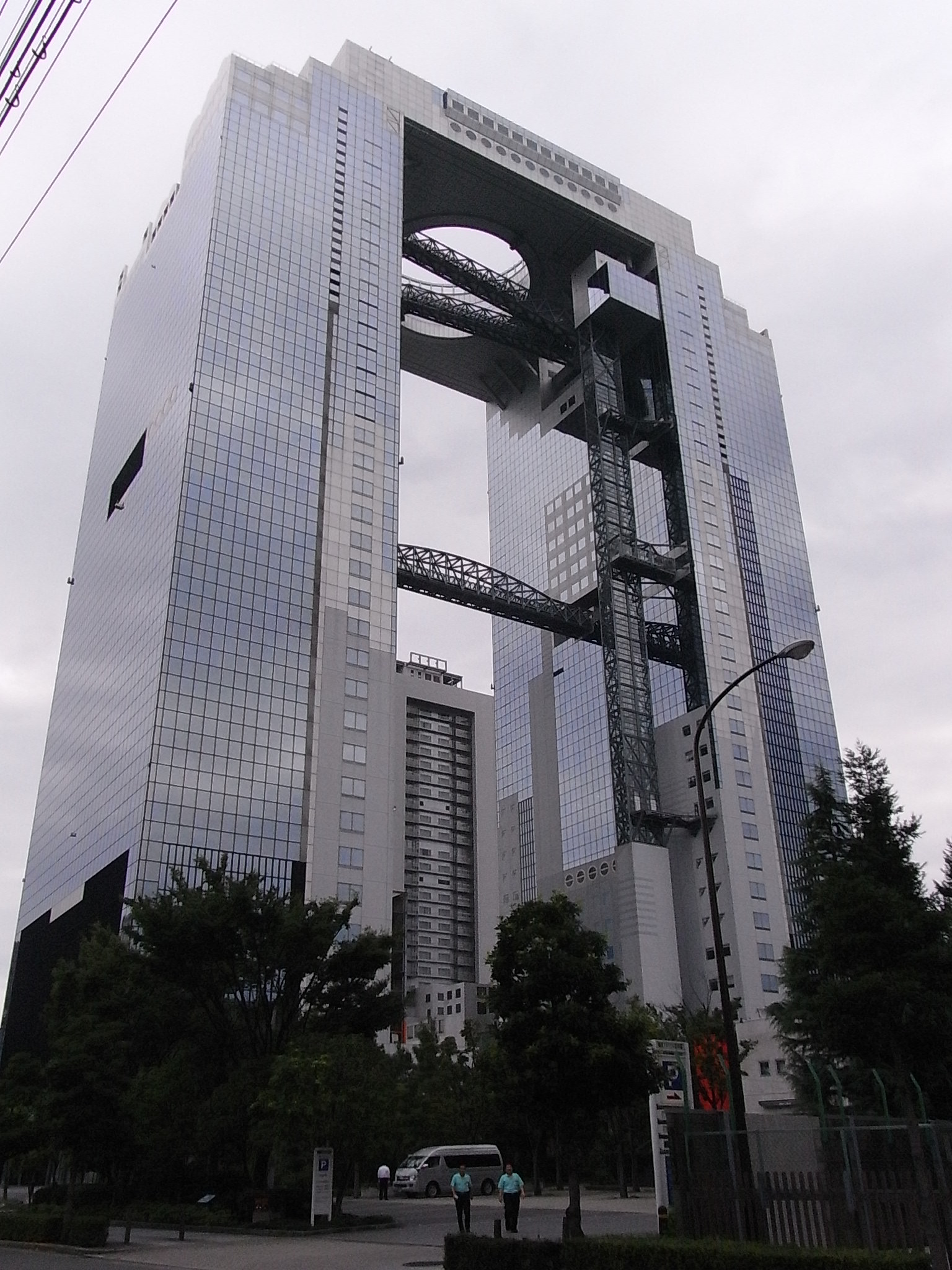
新梅田シティタワーの見上げ（2009年8月13日撮影）
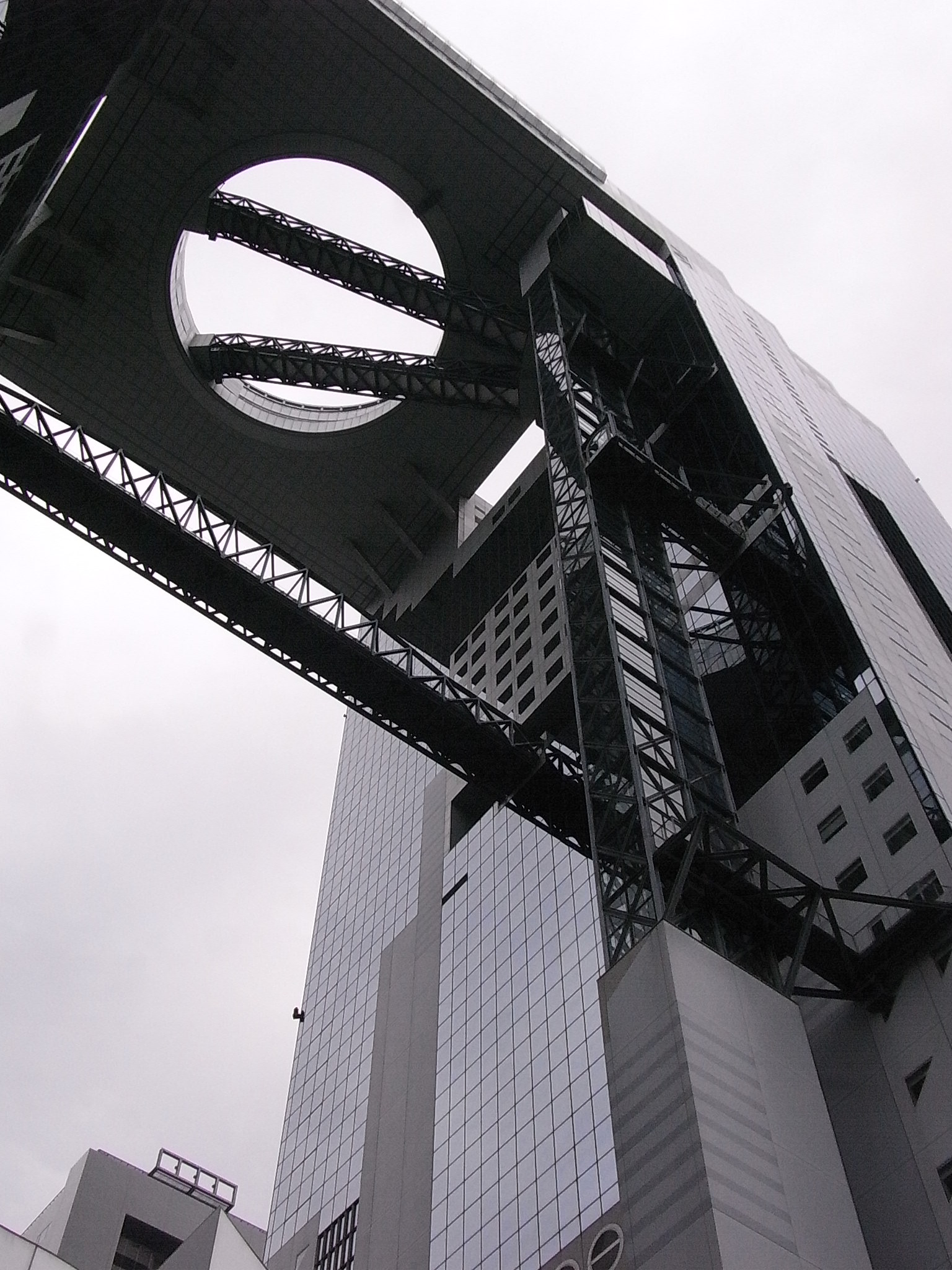
新梅田シティタワーの見上げ（2009年8月13日撮影）
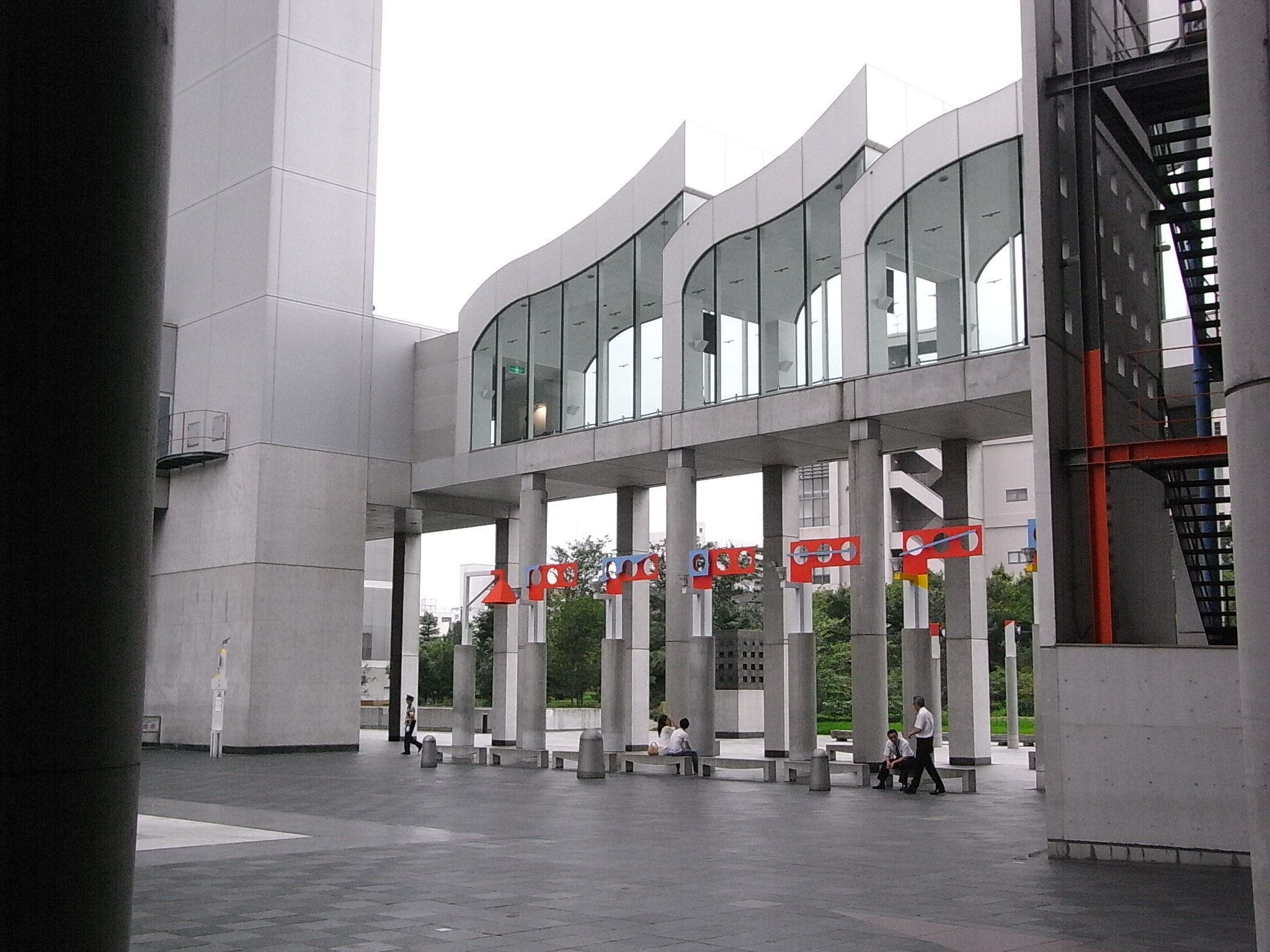
「ウエスティンホテル大阪」への渡り廊下（2009年8月13日撮影）
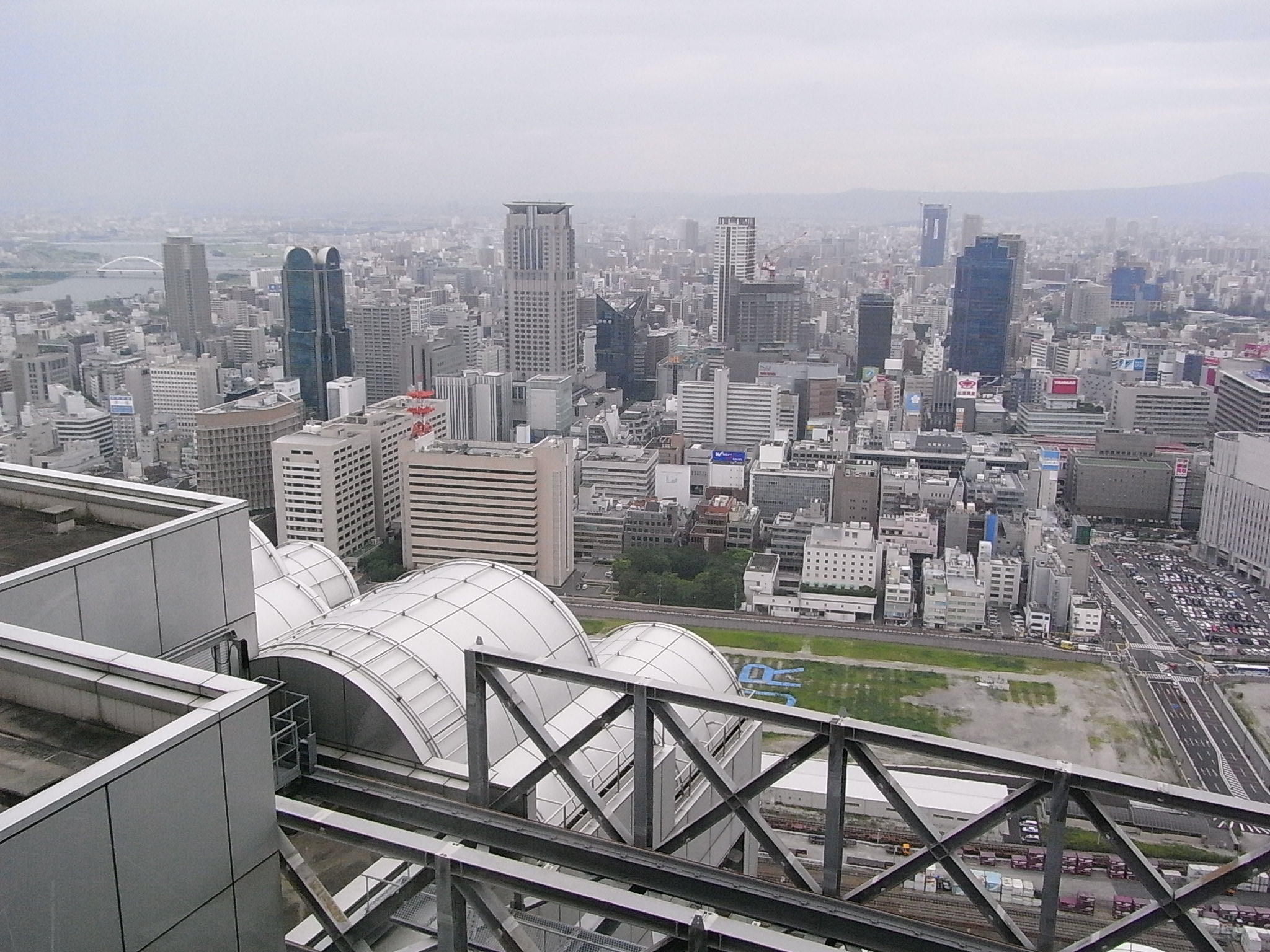
「空中庭園」から「梅田芸術劇場」方面を見る（2009年8月13日撮影）
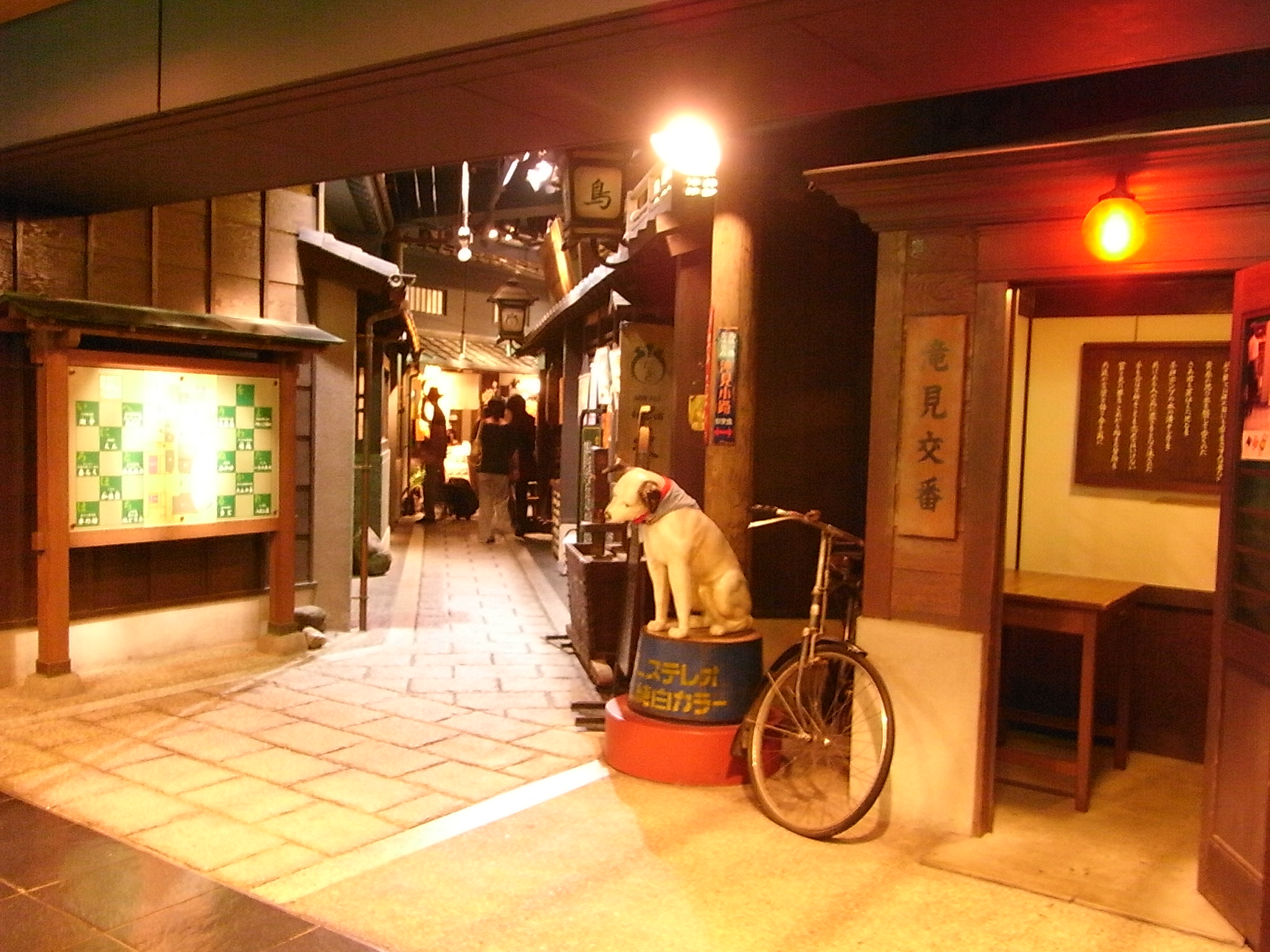
レトロ食堂街「滝見小路」（2009年8月13日撮影）